# 2007年ギリシャ山林火災
2007年ギリシャ山林火災（2007ねんギリシャさんりんかさい）は、2007年の夏にギリシャで発生した大規模な山林火災である。主にギリシャ南部で発生した多数の小規模な山火事が、広範囲に延焼した（面積は香川県とほぼ一致する）。

## 火元
自然発火によるものもあると見られるが、再開発事業者による「地上げ」を目的とした放火が火災の原因の1つだとされ、これに対してギリシャ政府は「放火犯をテロリストとみなす」と強硬な態度をとっており、放火に対しては反テロ法を適用、数十名が身柄を拘束された。放火の手口として、生きたウサギに油をしみこませた布を巻きつけ、ウサギに火をつけて山に放ったという報道もあり、動物愛護の観点からも抗議が起きている。

## 経過と被害
2007年夏、ヨーロッパ南東部は6月下旬と7月下旬の2度にわたって熱波と高温に見舞われた（2007年ヨーロッパ熱波）。ギリシャでも、6月下旬から断続的に少雨となり乾燥傾向にあった。
ギリシャなどヨーロッパ南部の大部分は地中海性気候であるため、例年でも夏季は少雨・乾燥となり、各地で山火事が発生する。しかし、例年よりも強い乾燥状態が続き、6月以降ギリシャ全域で約3000件もの山火事が発生した。2007年8月下旬には、山火事が街にまで及び、ペロポネソス半島とエヴィア島南部などで60人を超える死者を出す被害となった。オリンピアなどの文化財では、懸念されていたよりも軽かったものの、少なからず被害を受けた。
ヨーロッパ南部の熱波については数年～数十年周期の気候変動の影響、またその背景として地球温暖化による気候の変化が指摘されている。